# واکسن بینی
واکسن بینی (به انگلیسی: Nasal vaccine) یک روش واکسیناسیون است که از طریق بینی برای یک فرد تجویز می‌شود و به سوزن نیاز ندارد. این ماده ایمنی را از طریق سطح داخلی بینی ایجاد می‌کند، سطحی که به‌طور طبیعی با بسیاری از میکروب‌های موجود در هوا در تماس است.

## تجویز
تجویز واکسن از طریق بینی بدون درد، غیرتهاجمی و آسان‌تر از استفاده از سوزن است، که خطرات جراحت سوزن و مسائل مربوط به دفع ایمن آن را به همراه دارد.

## فناوری واکسن بینی
چند دستگاه مختلف برای تزریق واکسن از طریق بینی در دسترس قرار گرفته‌است.

## واکسن آنفلوانزای ضعیف شده زنده

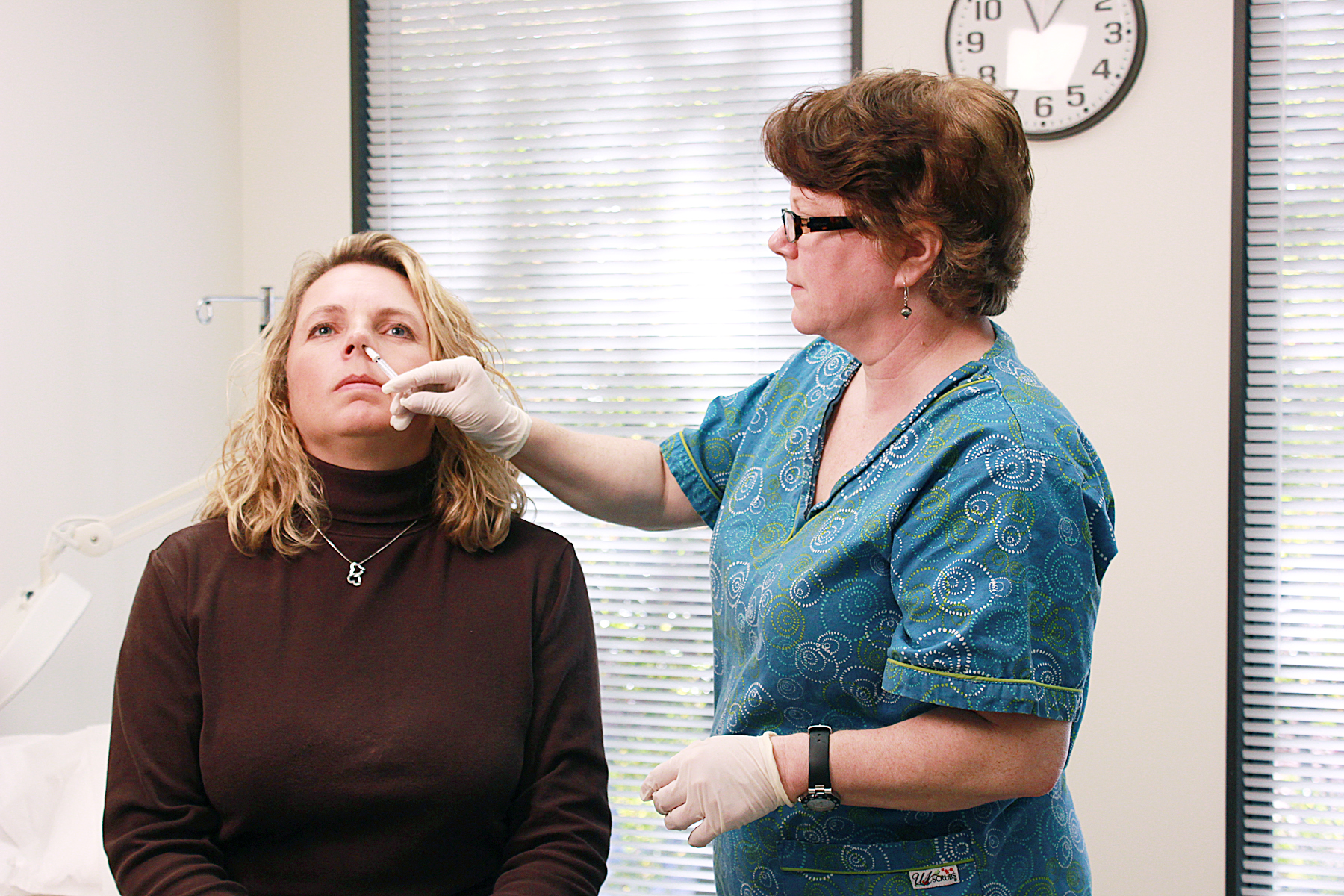
یک نمونه از واکسیناسیون از راه بینی

واکسن آنفلوانزای ضعیف شده زنده بینی (LAIV) با نام تجاری FluMist Quadrivalent در ایالات متحده و نام تجاری Fluenz Tetra در اروپا موجود است. علاوه بر آنتی‌ژن‌ها (ماده فعال)، واکسن آنفولانزای بینی حاوی ژلاتین، مقادیر کمی آمینو اسید و ساکارز است که به عنوان تثبیت کننده عمل می‌کنند.

## دامپزشکی
در دامپزشکی، واکسیناسیون علیه Bordetella bronchiseptica، علت سرفه لانه، می‌تواند از طریق بینی در سگ‌ها انجام شود.